# Cristian Chivu
Cristian Eugen Chivu (*26. říjen 1980, Rešice) je rumunský Fotbalový trenér, který od sezony 2025/26 vede italský Inter a bývalý fotbalový obránce a reprezentant. Účastník ME 2000 a ME 2008.
V letech 2002, 2009 a 2010 obsadil 1. místo v anketě Fotbalista roku Rumunska. V roce 2002 získal cenu Gouden Schoen v Nizozemsku.

## Přestupy
- z Rešice do Craiova za 225 000 Euro
- z Craiova do Ajax za 2 500 000 Euro
- z Ajax do Řím za 18 000 000 Euro
- z Řím do Inter za 16 000 000 Euro

## Kariéra

### Klubová
Chivu hrál v Rumunsku za FCM Reșița a FC Universitatea Craiova. V létě 1999 odešel do nizozemského AFC Ajax, s nímž vyhrál Eredivisie i nizozemský fotbalový pohár (v rámci double v sezoně 2001/02). V létě 2003 se přesunul do Itálie do klubu AS Roma, s nímž vyhrál v sezoně 2006/07 italský pohár Coppa Italia. Nejslavnější éru své kariéry zažil až po přestupu do týmu Inter Milán, kde posbíral celou řadu prvenství včetně triumfu v Lize mistrů UEFA 2009/10.

### Reprezentační
Chivu reprezentoval Rumunsko v mládežnických kategoriích.
V rumunském reprezentačním A-mužstvu debutoval 18. 8. 1999 v přátelském zápase v Limassolu proti domácímu týmu Kypru, v němž se zrodila remíza 2:2.
Zúčastnil se Mistrovství Evropy 2000 v Belgii a Nizozemsku (porážka 0:2 ve čtvrtfinále proti Itálii) a jako kapitán rumunského týmu Mistrovství Evropy 2008 v Rakousku a Švýcarsku (nepostupové třetí místo ve „skupině smrti“ - základní skupině C).
Během svého působení v národním týmu vstřelil během 75 zápasů celkem 3 reprezentační branky.

## Statistiky

### Hráčské

#### Klubové
| Sezóna            | Klub              | Liga              | Liga   | Liga | Ligové poháry | Ligové poháry | Ligové poháry | Kontinentální poháry | Kontinentální poháry | Kontinentální poháry | Celkem | Celkem |
| Sezóna            | Klub              | Soutěž            | Zápasy | Góly | Soutěž        | Zápasy        | Góly          | Soutěž               | Zápasy               | Góly                 | Zápasy | Góly   |
| ----------------- | ----------------- | ----------------- | ------ | ---- | ------------- | ------------- | ------------- | -------------------- | -------------------- | -------------------- | ------ | ------ |
| 1997/98           | Rešice            | Divizia A         | 24     | 2    | RP            | ?             | ?             | -                    | 0                    | 0                    | 24+    | 2+     |
| 1998/99           | Craiova           | Divizia A         | 26     | 3    | RP            | ?             | ?             | -                    | 0                    | 0                    | 26     | 3+     |
| 1999              | Craiova           | Divizia A         | 6      | 0    | RP            | ?             | ?             | -                    | 0                    | 0                    | 6+     | 0+     |
| Celkem za Craiova | Celkem za Craiova | Celkem za Craiova | 32     | 3    | -             | ?             | ?             | -                    | 0                    | 0                    | 32+    | 3+     |
| 1999/00           | Ajax              | Eredivisie        | 23     | 1    | NP            | 1             | 0             | PU                   | 4                    | 0                    | 28     | 1      |
| 2000/01           | Ajax              | Eredivisie        | 26     | 5    | NP            | 0             | 0             | PU                   | 4                    | 0                    | 30     | 5      |
| 2001/02           | Ajax              | Eredivisie        | 32     | 1    | NP            | 4             | 0             | LM+PU                | 2+4                  | 0                    | 42     | 1      |
| 2002/03           | Ajax              | Eredivisie        | 26     | 6    | NP+NS         | 3+1           | 0             | LM                   | 12                   | 0                    | 42     | 6      |
| Celkem za Ajax    | Celkem za Ajax    | Celkem za Ajax    | 107    | 13   | -             | 9             | 0             | -                    | 26                   | 0                    | 142    | 13     |
| 2003/04           | Řím               | Serie A           | 22     | 2    | IP            | 2             | 0             | PU                   | 5                    | 0                    | 29     | 2      |
| 2004/05           | Řím               | Serie A           | 10     | 2    | IP            | 4             | 0             | LM                   | 1                    | 0                    | 15     | 2      |
| 2005/06           | Řím               | Serie A           | 27     | 2    | IP            | 7             | 0             | LM                   | 4                    | 0                    | 36     | 2      |
| 2006/07           | Řím               | Serie A           | 26     | 0    | IP+IS         | 7+1           | 0             | LM                   | 8                    | 0                    | 42     | 0      |
| Celkem za Řím     | Celkem za Řím     | Celkem za Řím     | 85     | 6    | -             | 21            | 0             | -                    | 18                   | 0                    | 124    | 6      |
| 2007/08           | Inter             | Serie A           | 26     | 0    | IP+IS         | 3+1           | 0             | LM                   | 6                    | 0                    | 36     | 0      |
| 2008/09           | Inter             | Serie A           | 21     | 0    | IP+IS         | 3+0           | 0             | LM                   | 2                    | 0                    | 26     | 0      |
| 2009/10           | Inter             | Serie A           | 20     | 1    | IP+IS         | 3+1           | 0             | LM                   | 9                    | 0                    | 33     | 1      |
| 2010/11           | Inter             | Serie A           | 24     | 1    | IP+IS         | 3+1           | 0             | LM+ES+MSk            | 6+1+2                | 0                    | 36     | 1      |
| 2011/12           | Inter             | Serie A           | 14     | 0    | IP+IS         | 1+1           | 0             | LM                   | 6                    | 0                    | 22     | 0      |
| 2012/13           | Inter             | Serie A           | 10     | 1    | IP            | 2             | 0             | EL                   | 3                    | 0                    | 15     | 1      |
| 2013/14           | Inter             | Serie A           | 0      | 0    | IP            | 0             | 0             | -                    | 0                    | 0                    | 0      | 0      |
| Celkem za Inter   | Celkem za Inter   | Celkem za Inter   | 115    | 3    | -             | 19            | 0             | -                    | 35                   | 0                    | 169    | 3      |
| Celkově           | Celkově           | Celkově           | 363    | 27   | -             | 49+           | 0+            | -                    | 79                   | 0                    | 491+   | 27+    |

#### Reprezentační

##### Statistika na velkých turnajích
| Reprezentace | Rok     | Zápasy             | Zápasy | Zápasy      | Zápasy           | Zápasy           | Zápasy   |
| Reprezentace | Rok     | Fáze turnaje       | Datum  | Soupeř      | Odehraných minut | Vstřelené branky | Výsledek |
| ------------ | ------- | ------------------ | ------ | ----------- | ---------------- | ---------------- | -------- |
| Rumunsko     | ME 2000 | 1 zápas ve skupině | 12. 6. | Německo     | 90               | 0                | 1:1      |
| Rumunsko     | ME 2000 | 2 zápas ve skupině | 17. 6. | Portugalsko | 90               | 0                | 0:1      |
| Rumunsko     | ME 2000 | 3 zápas ve skupině | 20. 6. | Anglie      | 90               | 0                | 3:2      |
| Rumunsko     | ME 2000 | Čtvrtfinále        | 24. 6. | Itálie      | 90               | 0                | 0:2      |
| Rumunsko     | ME 2008 | 1 zápas ve skupině | 9. 6.  | Francie     | 90               | 0                | 0:0      |
| Rumunsko     | ME 2008 | 2 zápas ve skupině | 13. 6. | Itálie      | 90               | 0                | 1:1      |
| Rumunsko     | ME 2008 | 3 zápas ve skupině | 17. 6. | Nizozemí    | 90               | 0                | 0:2      |

### Trenérské
| Sezóna  | Klub    | Liga    | Liga   | Liga  | Liga   | Liga   | Liga                       | Ligové poháry | Ligové poháry | Ligové poháry | Ligové poháry | Ligové poháry | Ligové poháry | Kontinentální poháry | Kontinentální poháry | Kontinentální poháry | Kontinentální poháry | Kontinentální poháry | Kontinentální poháry | Celkem | Celkem | Celkem | Celkem |
| Sezóna  | Klub    | Soutěž  | Zápasy | Výhry | Remízy | Prohry | Umístění                   | Soutěž        | Zápasy        | Výhry         | Remízy        | Prohry        | Úspěch        | Soutěž               | Zápasy               | Výhry                | Remízy               | Prohry               | Úspěch               | Zápasy | Výhry  | Remízy | Prohry |
| ------- | ------- | ------- | ------ | ----- | ------ | ------ | -------------------------- | ------------- | ------------- | ------------- | ------------- | ------------- | ------------- | -------------------- | -------------------- | -------------------- | -------------------- | -------------------- | -------------------- | ------ | ------ | ------ | ------ |
| 2025    | Parma   | Serie A | 13     | 3     | 7      | 3      | nastoupil v úno. 16. místo | -             | 0             | 0             | 0             | 0             | -             | -                    | 0                    | 0                    | 0                    | 0                    | -                    | 13     | 3      | 7      | 3      |
| 2025/26 | Inter   | Serie A | ?      | ?     | ?      | ?      | ?. místo                   | IP+IS         | ?+?           | ?+?           | ?+?           | ?+?           | -             | LM+MSk               | ?+4                  | ?+2                  | ?+1                  | ?+1                  | -                    | ?      | ?      | ?      | ?      |
| Celkově | Celkově | Celkově | 13     | 3     | 7      | 3      | -                          | -             | 0             | 0             | 0             | 0             | -             | -                    | 4                    | 2                    | 1                    | 1                    | -                    | 17     | 5      | 8      | 5      |

## Úspěchy

### Hráčské

#### Národní
- vítěz nizozemské ligy (1x)

Ajax: 2001/02
- vítěz italské ligy (3x)

Inter: 2007/08, 2008/09, 2009/10
- vítěz nizozemského poháru (1x)

Ajax: 2001/02
- vítěz italského poháru (3x)

Řím: 2006/07

Inter: 2009/10, 2010/11
- vítěz nizozemského superpoháru (1x)

Ajax: 2002
- vítěz italského superpoháru (2x)

Inter: 2008, 2010

#### Kontinentální
- vítěz Ligy mistrů UEFA (1x)

Inter: 2009/10
- vítěz Mistrovství světa klubů (1x)

Inter: 2010

#### Reprezentační
- 2× na ME (2000, 2008)

#### Individuální
- Rumunský fotbalista roku (2002, 2009, 2010)
- Gouden Schoen (2002)
- Tým roku UEFA (2002)